# Pentila clarensis
Pentila clarensis är en fjärilsart som beskrevs av Sheffield Airey Neave 1903. Pentila clarensis ingår i släktet Pentila och familjen juvelvingar. Inga underarter finns listade i Catalogue of Life.